# Eliasz Finkelsztein
Eliasz Finkelsztein pseud. Czarnecki, Felek, Florek, Loniek, Mietek (ur. 13 stycznia 1909 w Kijowie, zm. 29 września 1977 w Warszawie) – działacz komunistyczny, zastępca członka KC PZPR (1948-1959), zastępca kierownika Wydziału Propagandy KC PPR (1946-1947), zastępca kierownika Wydziału Personalnego KC PZPR (1949-1951).

## Życiorys
Syn żydowskiego handlowca Hermana, skończył gimnazjum w Lublinie, po czym studiował na Politechnice Warszawskiej. Od 1926 działacz Związku Młodzieży Komunistycznej (ZMK) na Mokotowie, I 1928 na polecenie władz ZMK wrócił do Lublina i został tam członkiem Komitetu Okręgowego (KO) ZMK, wstąpił również do KPP. 6 XI 1928 aresztowany i 9 X 1930 skazany w Lublinie na 7 lat więzienia z zaliczeniem 1,5 roku aresztu śledczego; po apelacji wyrok skrócono o rok. Więziony w Lublinie, Krasnymstawie, Janowie, Sandomierzu, Koronowie i we Wronkach. Podczas odbywania kary studiował, prowadził zajęcia ze współtowarzyszami i brał udział w protestach więźniów, za co wielokrotnie był karany. II 1935 zwolniony, wrócił do działalności w KPP. Został sekretarzem KO KZMP Warszawa-Podmiejska, potem KO KZMP w Krakowie. I 1936 skierowany na stanowisko sekretarza Komitetu Obwodowego Komunistycznego Związku Młodzieży Zachodniej Ukrainy (KZMZU) Przemyśl, Stryj, Drohobycz, później został pomocnikiem montera w fabryce instalacji centralnego ogrzewania w Warszawie. Od XII 1936 członek Centralnej Redakcji KC KPP. 1937 przez kilka miesięcy więziony w więzieniu centralnym w Warszawie, po zwolnieniu został członkiem Komitetu Warszawskiego KZMP. IX 1939 przedostał się do Białegostoku, gdzie był nauczycielem matematyki w gimnazjum i (do 1940) zastępcą przewodniczącego Związku Nauczycielskiego. Później kierował oddziałem redakcji „Sztandaru Wolności” w Białymstoku. VI 1941 wstąpił ochotniczo do Armii Czerwonej, gdzie był intendentem, później pracownikiem Zarządu Politycznego Frontu Zachodniego. 1942 przyjęty do WKP(b) z zaliczeniem stażu partyjnego od 1928. XI 1943 na własną prośbę przeniesiony do PSZ w ZSRR, gdzie służył w Zarządzie Polityczno-Wychowawczym I Korpusu WP a III 1944 zastępcą komendanta Szkoły Oficerów Polityczno-Wychowawczych w stopniu podpułkownika. VI 1944 odwołany z wojska przez władze PPR i przeniesiony na stanowisko funkcjonariusza Centralnego Biura Komunistów Polski. Od jesieni 1944 do III 1946 przedstawiciel KC PPR w Moskwie, zajmował się m.in. sprawami zwolnień z obozów represjonowanych w ZSRR komunistów i repatriacją. Wybrany delegatem na I Zjazd PPR w grudniu 1945 w Warszawie na konferencji grupy członków PPR w Moskwie. Po powrocie do kraju został zastępcą kierownika Wydziału Propagandy KC PPR, jesienią 1947 został przedstawicielem KC PPR w Kominformie i w redakcji pisma Kominformu „O trwały pokój, o demokrację ludową”. I 1948 brał udział w plenarnym posiedzeniu Kominformu w Jugosławii. Od VI 1949 ponownie w Wydziale Propagandy KC, później był zastępcą kierownika Wydziału Personalnego KC PZPR. Od 1951 kierownik Ośrodka Kursów Krótkoterminowych dla sekretarzy Komitetów Powiatowych PZPR w Warszawie. 1949-1953 i 1954-1962 redaktor naczelny „Życia Partii”. Od I Zjazdu PZPR w grudniu 1948 do III Zjazdu PZPR w marcu 1959 był zastępcą członka KC PZPR. 1962-1965 studiował zaocznie ekonomię na Uniwersytecie Warszawskim. Od lipca 1962 do śmierci kierownik redakcji „Zeszytów Teoretyczno-Politycznych” wydawanych przez „Książkę i Wiedzę”. Odznaczony m.in. Orderem Sztandaru Pracy I klasy.